# 摩訶菩提寺
摩訶菩提寺（羅馬化：mahābodhi maṃdira），现代也译作“马哈菩提寺”，是位于印度比哈尔邦菩提伽耶的寺院，2002年成为联合国教科文组织世界遗产。

## 歷史
传说釋迦牟尼在这里的摩訶菩提樹下打坐四十九天后开悟成佛。公元前250年，孔雀王朝的阿育王在此樹附近建寺，以紀念佛陀开悟的確切位置，真正成为寺院是在笈多王朝时代。

## 衰落与复兴
佛教在印度衰落后，国王对它注意减少了，加上嚈哒与阿拉伯入侵后更衰败。当时在波罗王朝护持下曾经复兴，十二世纪后完全荒廢。在1880年后才重新有人注意，当时寺院被印度教徒管理，1891年斯里兰卡僧人阿那伽里迦·达摩波罗开始夺回寺院运动，在1949年成立管理委员会与菩提伽耶寺法的條款，委員會必須包含四個佛教和印度教代表，任期為三年。
但现在印度教徒与佛教徒为控制权仍然執拗。
2013年7月7日，這裡曾發生爆炸事件，導致一些僧人和遊客受傷。